# 希伯來主題序曲
《希伯來主題序曲》（英語：Overture on Hebrew Themes），作品34，是俄國作曲家浦羅哥菲夫於1919年所創作的六重奏室樂作品，其後於1934年再親自改編為管絃樂團版本，編號稱為作品34bis，並由馬爾哥於布拉格擔任改編版本首演的指揮。

## 創作背景
1918年秋天，浦羅哥菲夫與妻子離開蘇聯移居美國，並在紐約定居，他以鋼琴家及作曲家的身份在美國公演，可是最初並不太成功，尤當他發覺其同鄉拉赫曼尼諾夫深受美國樂迷所喜好時，他亦希望他朝亦有相同的待遇。
1919年，一隊同樣來自蘇聯的猶太人室樂組合 Zimro 合奏團進行世界巡迴演出，剛好來到美國，其中組合內的單簧管樂手比利信邀請了浦羅哥菲夫為他們創作新樂曲，並把一本寫有猶太民歌的記事簿交予他（後來有學者質疑猶太民歌的說法，並指很有可能只是由比利信自己所創作的一些旋律而已）。浦羅哥菲夫答應了有關請求，並且只花了不足兩天便把樂曲寫成。1920年2月2日，Zimro 合奏團於紐約的波希米亞會所（Bohemian Club）作首演，浦羅哥菲夫亦以客串鋼琴家的身份參與首演。

## 分析

### 配器
作品34—室樂版本
單簧管、弦樂四重奏（第1小提琴、第2小提琴、中提琴、大提琴）、鋼琴
作品34bis—管絃樂版本
- 木管樂器：2長笛、2雙簧管、2單簧管、2巴松管
- 銅管樂器：2圓號、2小號
- 敲擊樂器：大鼓
- 鍵盤樂器：鋼琴
- 絃樂器：第1小提琴、第2小提琴、中提琴、大提琴、低音提琴

### 音樂內容
全曲均以2/4拍子進行，調性以c小調為主調，但演奏進行時其實不斷都在轉變。速度記號標示為「稍稍的快板」（Un poco Allegro），但現時一般演奏都傾向類近於小行板至小快板間的速度，演奏時間約為8-9分鐘。
- 前奏（首8小節）：除第1小提琴外的絃樂與鋼琴的主和弦引子。
- 第1部份（由排練號1至9，共62小節）：由單簧管奏出4小節的第1主題，第1小提琴及中提琴奏出另外4小節的的答句，及後以這兩個音樂動機來稍作發展，雖然在排練號6時第1主題和對答重現，但亦很快回復至動機的不同變化。
- 過場1（由排練號10至11，共16小節）：不確定的調性，遊走於C大調及G大調、G音四度和弦（英语：Quartal and quintal harmony）及降B大調的複合和絃。
- 第2部份（由排練號12至26，共130小節）：
- 過場2（由排練號27至34，共64小節）：沿用第1部份內的各動機所組成，但並非全句重覆，而只是抽取各動機中的部份來作變化，調性上也是採用第1次過場時時的複合和弦，排練號29更將原來的旋律和對答改以「反形」（Inverted）寫法顯示。

### 參照
1. ↑  由Joseph Way所寫的樂曲簡介， 的存檔，存档日期2015-09-24.來自 Sierra Chamber Society 網站。
2. ↑  Shlifstein, S. & Prokofiev, S. (2000).  Sergei Prokofiev: Autobiography, Articles, Reminiscences.  Hawaii:University Press of the Pacific, p.298. (ISBN 0-89875-149-7)
3. ↑  Nice, David. (2003). Prokofiev: From Russia to the West, 1891–1935. New Haven and London: Yale University Press, p.161. (ISBN 978-0-300-09914-0)
4. ↑  Hyperion Records 有關本樂曲的簡介，由 Christopher Palmer 撰寫 （页面存档备份，存于）（1992年）
5. ↑  由出版社 （页面存档备份，存于）及其他網上轉載的網頁中，樂隊編制上均只顯示樂曲只需要圓號，但實際樂譜內卻包括有小號在內。

## 外部連結
- 希伯來主題序曲：国际乐谱典藏计划上的乐谱